# Campeonato Uruguayo de Fútbol Femenino 2009
El Campeonato Uruguayo de Fútbol Femenino 2009 fue la decimotercera edición del Campeonato Uruguayo de Fútbol Femenino. 
El torneo consistió en un campeonato a dos ruedas de todos contra todos, coronándose campeón el Club Atlético River Plate.

## Equipos participantes

### Datos de los equipos
| Club                 | Ciudad     | Estadio                    | Capacidad | Fundación                | Temporadas | Temp. Consecutivas | Títulos | Subtítulos | 2008 |
| -------------------- | ---------- | -------------------------- | --------- | ------------------------ | ---------- | ------------------ | ------- | ---------- | ---- |
| Albion               | Montevideo | -                          | -         | 1 de junio de 1891       | 1          | 1                  | —       | —          | 6°   |
| Bella Vista          | Montevideo | -                          | -         | 4 de octubre de 1920     | 1          | —                  | —       | —          | —    |
| Cerro                | Montevideo | -                          | -         | 1 de diciembre de 1922   | 4          | 2                  | —       | —          | 7°   |
| Colón                | Montevideo | Parque Doctor Carlos Suero | 2.000     | 12 de marzo de 1907      | —          | —                  | —       | —          | —    |
| Fénix                | Montevideo | -                          | -         | 7 de julio de 1916       | 3          | —                  | —       | —          | —    |
| Huracán              | Montevideo | -                          | -         | 1 de agosto de 1954      | 6          | 5                  | —       | 2          | 4°   |
| Huracán Buceo        | Montevideo | -                          | -         | 15 de marzo de 1937      | 2          | 1                  | —       | —          | 3°   |
| Montevideo Wanderers | Montevideo | -                          | -         | 15 de octubre de 1933    | 7          | 2                  | —       | 1          | 8°   |
| Nacional             | Montevideo | -                          | -         | 14 de mayo de 1899       | 7          | —                  | 2       | 4          | 2°   |
| Rampla Juniors       | Montevideo | -                          | -         | 7 de enero de 1914       | 12         | 12                 | 9       | 3          | 1°   |
| River Plate          | Montevideo | -                          | -         | 11 de mayo de 1932       | 6          | 2                  | 1       | 1          | 2°   |
| San Francisco        | Canelones  | Parque Manuel Borrazás     | -         | 19 de septiembre de 1958 | —          | —                  | —       | —          | —    |
| UdelaR               | Montevideo | -                          | -         | -                        | 4          | 4                  | —       | —          | 12°  |
| Villa Española       | Montevideo | -                          | -         | 18 de agosto de 1940     | 1          | 1                  | —       | —          | 10°  |

Notas: Los datos estadísticos corresponden a los campeonatos uruguayos oficiales. Las fechas de fundación de los equipos son las declaradas por los propios clubes implicados. La columna «Estadio» refleja el estadio donde el equipo más veces oficia de local en sus partidos, pero no indica que sea su propietario. Véase también: Estadios de fútbol de Uruguay.

## Desarrollo

### Posiciones Apertura
| Pos. | Equipos              | PJ | PG | PE | PP | GF  | GC | Dif. | Pts. |
| ---- | -------------------- | -- | -- | -- | -- | --- | -- | ---- | ---- |
| 1.   | River Plate          | 13 | 13 | 0  | 0  | 57  | 4  | 53   | 39   |
| 2.   | Rampla Juniors       | 13 | 12 | 0  | 1  | 105 | 5  | 100  | 36   |
| 3.   | Nacional             | 13 | 9  | 2  | 2  | 35  | 18 | 17   | 29   |
| 4.   | Huracán Buceo        | 13 | 8  | 2  | 3  | 33  | 12 | 21   | 26   |
| 5.   | Huracán F.C.         | 13 | 7  | 3  | 3  | 31  | 13 | 18   | 24   |
| 6.   | Cerro                | 13 | 7  | 3  | 3  | 27  | 10 | 17   | 24   |
| 7.   | Bella Vista          | 13 | 5  | 2  | 6  | 24  | 37 | -13  | 17   |
| 8.   | Albion               | 13 | 5  | 1  | 7  | 41  | 26 | -15  | 16   |
| 9.   | UdelaR               | 13 | 3  | 3  | 7  | 20  | 38 | -18  | 12   |
| 10.  | Fénix                | 13 | 3  | 3  | 7  | 15  | 34 | -19  | 12   |
| 11.  | Montevideo Wanderers | 13 | 2  | 4  | 7  | 22  | 27 | -5   | 10   |
| 12.  | Colón                | 13 | 2  | 3  | 8  | 25  | 36 | -11  | 9    |
| 13.  | San Francisco        | 13 | 1  | 0  | 12 | 11  | 95 | -84  | 3    |
| 14.  | Villa Española       | 13 | 1  | 0  | 12 | 7   | 98 | -91  | 3    |

### Posiciones Clausura
| Pos. | Equipos              | PJ | PG | PE | PP | GF | GC | Dif. | Pts. |
| ---- | -------------------- | -- | -- | -- | -- | -- | -- | ---- | ---- |
| 1.   | Rampla Juniors       | 12 | 12 | 0  | 0  | 61 | 4  | 57   | 36   |
| 2.   | River Plate          | 12 | 12 | 0  | 1  | 50 | 5  | 45   | 33   |
| 3.   | Cerro                | 12 | 9  | 1  | 2  | 37 | 13 | 24   | 28   |
| 4.   | Nacional             | 12 | 8  | 2  | 2  | 47 | 16 | 31   | 26   |
| 5.   | Colón                | 12 | 7  | 1  | 4  | 21 | 24 | -3   | 23   |
| 6.   | Bella Vista          | 13 | 6  | 0  | 7  | 27 | 35 | -8   | 18   |
| 7.   | Huracán Buceo        | 12 | 5  | 1  | 6  | 25 | 17 | 8    | 16   |
| 8.   | Montevideo Wanderers | 12 | 5  | 1  | 6  | 21 | 31 | -10  | 16   |
| 9.   | Fénix                | 12 | 3  | 3  | 6  | 21 | 26 | -5   | 12   |
| 10.  | UdelaR               | 12 | 3  | 1  | 8  | 9  | 32 | -23  | 10   |
| 11.  | Huracán F.C.         | 13 | 2  | 0  | 11 | 22 | 36 | -14  | 6    |
| 12.  | San Francisco        | 12 | 1  | 0  | 11 | 10 | 46 | -36  | 3    |
| 13.  | Villa Española       | 12 | 1  | 0  | 11 | 3  | 69 | -66  | 3    |
| -    | Albion               | 2  | 1  | 0  | 1  | 4  | 4  | 0    | 3    |

### Tabla acumulada
| Pos. | Club          | Ap. | Cl. | Total |
| ---- | ------------- | --- | --- | ----- |
| 1    | River Plate   | 39  | 33  | 72    |
| 2    | Rampla Jrs.   | 36  | 36  | 72    |
| 3    | Nacional      | 29  | 26  | 55    |
| 4    | Cerro         | 24  | 28  | 52    |
| 5    | Huracán Buceo | 26  | 16  | 42    |
| 6    | Bella Vista   | 17  | 18  | 35    |
| 7    | Colón         | 9   | 23  | 32    |
| 8    | Huracán       | 24  | 6   | 30    |
| 9    | M. Wanderers  | 10  | 16  | 26    |
| 10   | Fénix         | 12  | 12  | 24    |
| 11   | UdelaR        | 12  | 10  | 22    |
| 12   | Albion        | 16  | 3   | 19    |
| 13   | San Francisco | 3   | 3   | 6     |
| 14   | Villa Esp.    | 3   | 3   | 6     |

Tanto River Plate como Rampla Juniors obtuvieron 72 puntos en toda la temporada, por lo que disputaron play off por el primer puesto de la tabla acumulada (el ganador clasifica a la final)
River Plate 2-2 Rampla Juniors
Rampla Juniors 1-1 River Plate
River Plate 3-1 Rampla Juniors
Semifinales:
River Plate 3-3 Rampla Juniors
Rampla Juniors 0-1 River Plate
Como River Plate ganó la Tabla Acumulada y las semifinales, se consagró Campeón Uruguayo y no hubo finales.
| Uruguay                                       |
| Campeón Uruguayo 2009 River Plate 2.do título |